# كيم نا وون
كيم نا وون (بالكورية: 김나운)‏ هي ممثلة كورية جنوبية. ولدت يوم 11 مايو 1970 في سول في كوريا الجنوبية.

## روابط خارجية
- كيم نا وون على موقع IMDb (الإنجليزية)
- كيم نا وون على موقع قاعدة بيانات الفيلم (الإنجليزية)
- كيم نا وون على موقع كينوبويسك (الروسية)